# Al di là del muro/Sarò qualcuno
Al di là del muro/Sarò qualcuno è l'undicesimo 45 giri di Luca Barbarossa.

## Il disco
Nell'autunno del 1989 Barbarossa pubblica l'album Al di là del muro, da cui viene estratto il 45 giri con la title track sul lato A e Sarò qualcuno sul retro.
Al di là del muro è una canzone dove il cantautore riflette sulle paure dell'uomo contemporaneo, che vive con la paura di superare il muro che lo circonda (riprendendo, per certi aspetti, il discorso affrontato dai Pink Floyd nell'album The Wall).
Sarò qualcuno è una canzone più lenta e riflessiva, in cui nel testo il cantautore racconta di un bambino che immagina quale potrà essere la sua vita futura.
Entrambe le canzoni sono una coedizione tra le edizioni musicali SBK Songs, le edizioni musicali Invermusic e le edizioni musicali Vittoria, e sono arrangiate da Pinuccio Pirazzoli e prodotte da Antonio Coggio; la foto di copertina è invece opera di Maria Pia Giarré, all'epoca legata al cantautore.